# Campionato europeo di baseball 1954
Il campionato europeo di baseball 1954 è stato la prima edizione del campionato continentale. Si svolse ad Anversa, in Belgio, fra il 26 e il 29 giugno 1954, e fu vinto dall'Italia.

## Squadre partecipanti
- Belgio
- Germania Ovest
- Italia
- Spagna

## Risultati

### Semifinali
| Anversa 26 giugno 1954 | Italia | 6 – 1 | Belgio |  |

| Anversa 26 giugno 1954 | Spagna | 10 – 4 | Germania Ovest |  |

### Finali
3º-4º posto
| Anversa 28 giugno 1954 | Belgio | 12 – 5 | Germania Ovest |  |

1º-2º posto
| Anversa 29 giugno 1954 | Italia | 7 – 4 | Spagna |  |

## Classifica finale
| Campione d'Europa | Campione d'Europa |
| ----------------- | ----------------- |
| Italia            |                   |
| Argento           | Spagna            |
| Bronzo            | Belgio            |
| 4.                | Germania Ovest    |